# Prag-Václav Havels flygplats

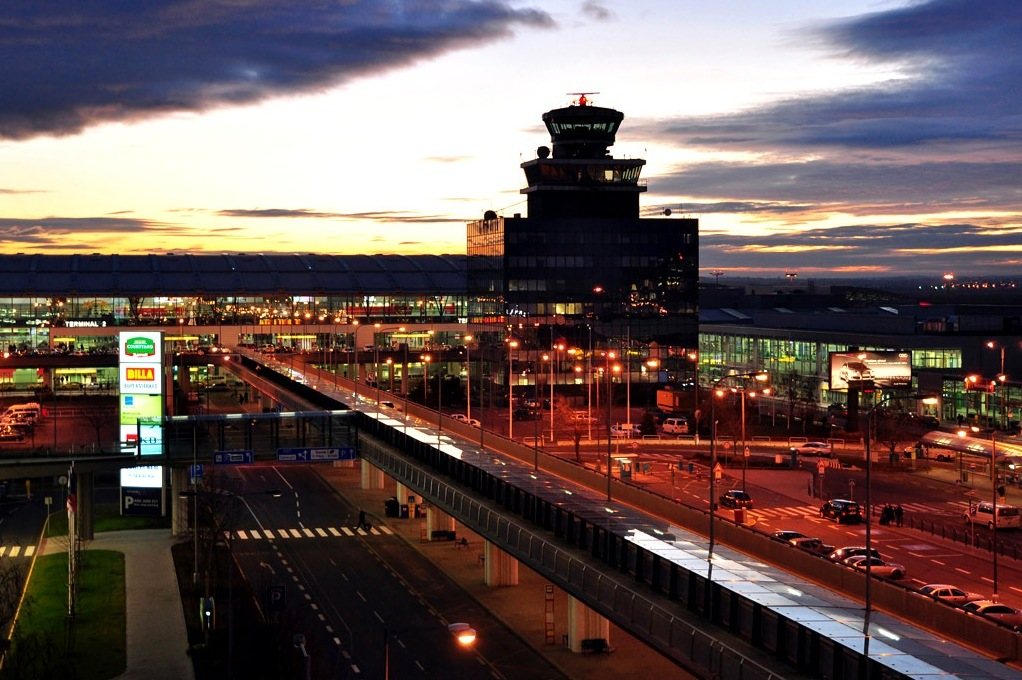
Prags flygplats

Prag-Václav Havels flygplats (IATA: PRG, ICAO: LKPR) ligger 10 km från centrala Prag. Flygplatsen är nav för Czech Airlines och öppnade 5 april 1937. Flygplatsen hade 12,4 miljoner resenärer under 2007.
Från flygplatsen tar man sig lättast med buss till Nádraží Veleslavín tunnelbanestation och sedan vidare med tunnelbanan. Sedan 2005 finns även en AE Buss (AE= AirportExpress).
Flygplatsen har 2 banor som används. Bana 3 (04/22) var för kort och har slutat användas.

## Flygbolag och destinationer
Bland de flygbolag som trafikerar från Prag, är SAS, Norwegian Air Shuttle, Czech Airlines, Aer Lingus, LOT Polish Airlines, Lufthansa, Emirates, Air France, British Airways eller Wizz Air.